# انتوان پریداک

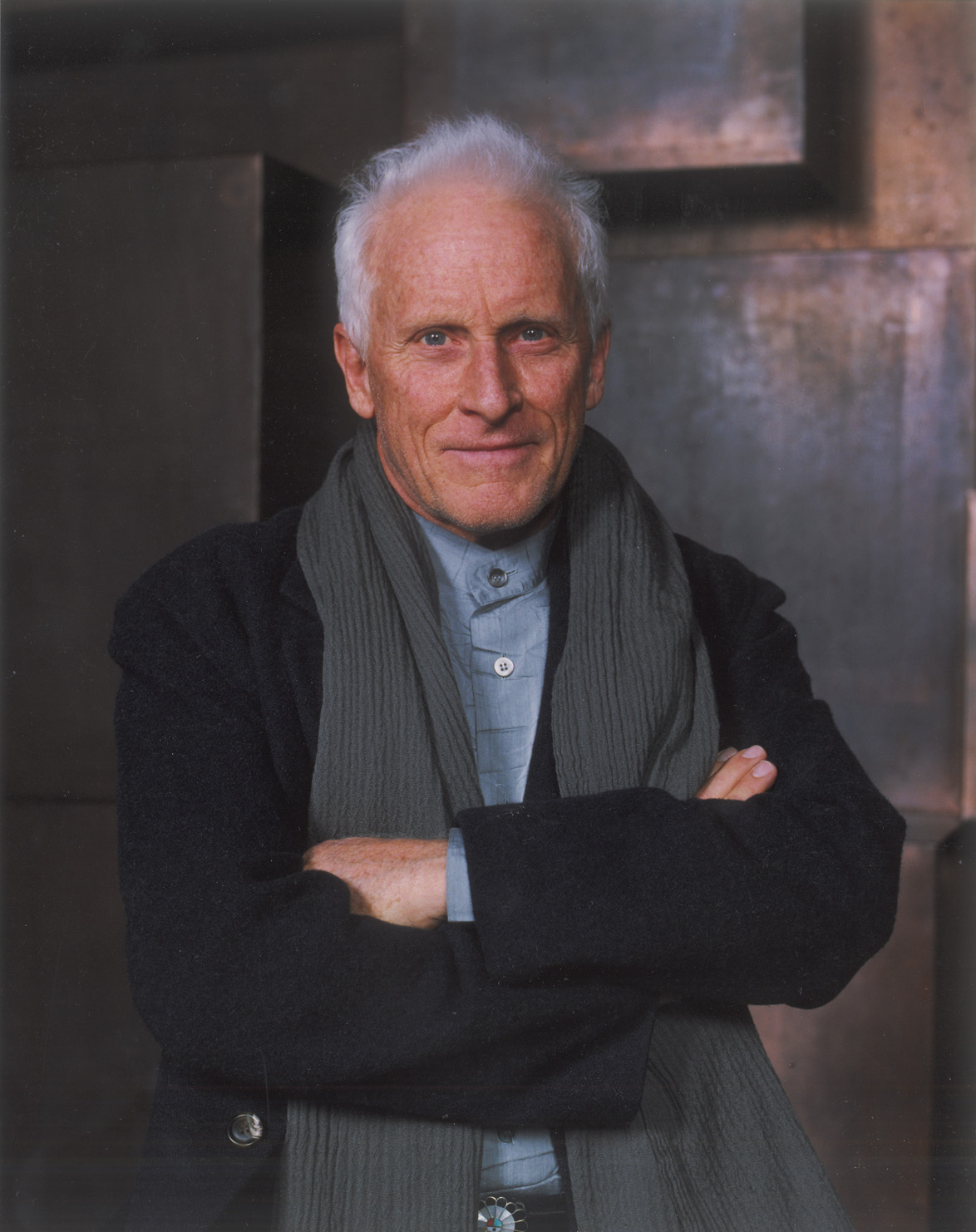

انتوان پریداک (به انگلیسی: Antoine Predock) در سال ۱۹۳۶ در لبانن به دنیا آمد. او معمار امریکایی است که در سال ۲۰۰۶ مدال طلای ای آی ای را دریافت کرده‌است.

## پروژه‌های معروف

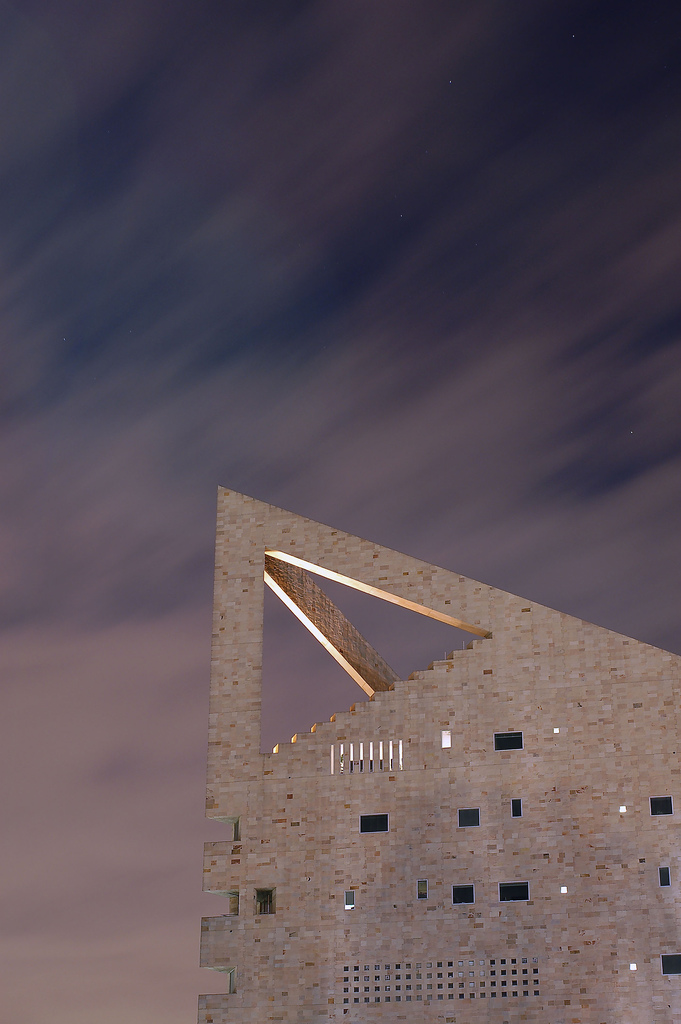
ساختمان سی ال ای at کال پال پونوما, پومونا، کالیفرنیا.

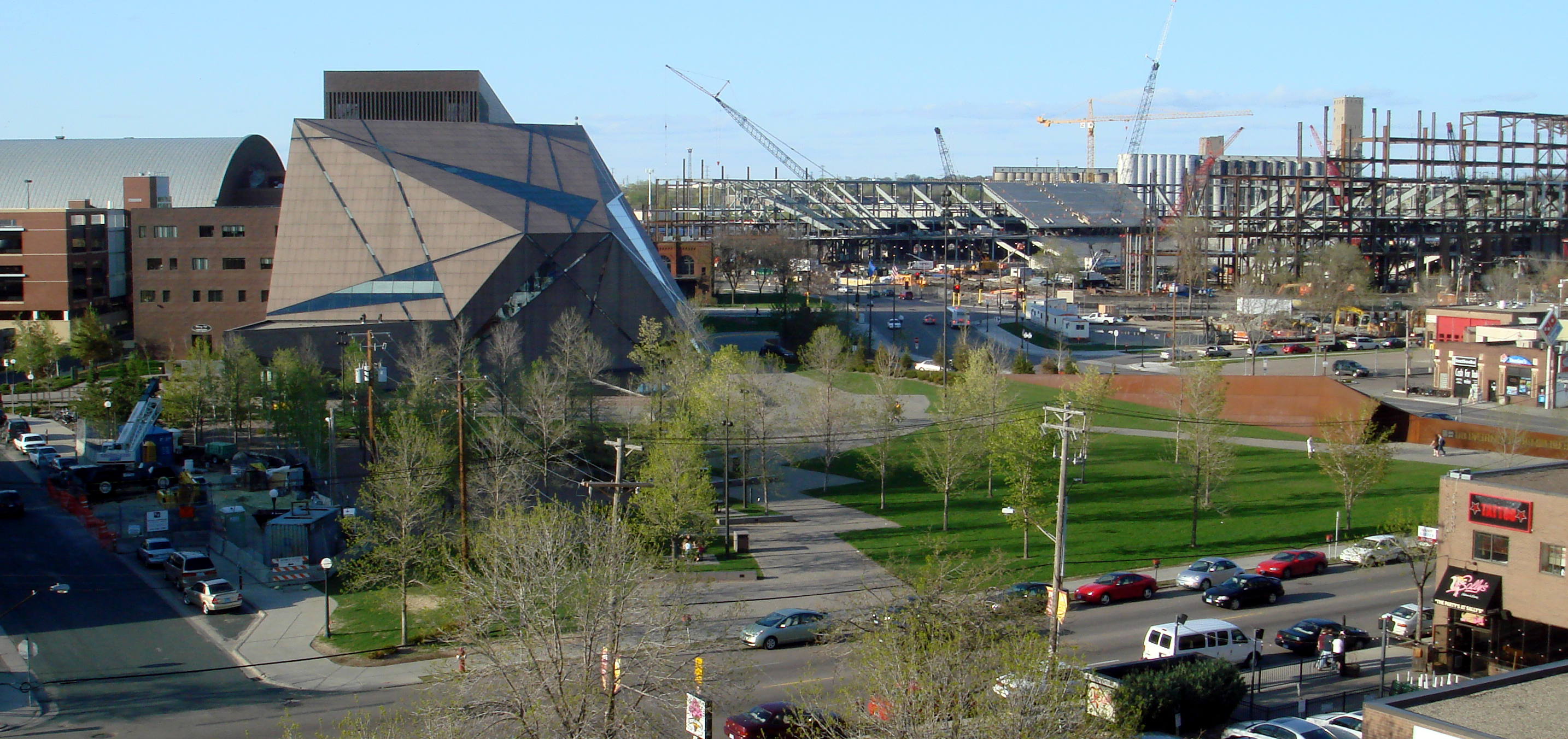
McNamara Alumni Center, میناپولیس، میناپوستا.